# Cinemiracle
Cinemiracle var et widescreen biografformat som konkurede med Cinerama. Systemet blev udviklet i 1950'erne. Det blev ikke særligt udbredt da kun én film blev produceret og udsendt i formatet. Ligesom Cinerama brugte Cinemiracle tre kameraer til at fremvise et 2.59:1 billede. Cinemiracle brugte to spejle for at de to kamaraer/kinomaskiner på hver side fik samme optisk center som det midterste apparat Derfor blev samlingen af billederne mindre synlige end i Cinerama.
| Film | Spire Denne filmartikel er en spire som bør udbygges. Du er velkommen til at hjælpe Wikipedia ved at udvide den. |